# Horst Ademeit
Horst Ademeit (Breslavia, 8 febbraio 1912 – Daugavpils, 7 agosto 1944) è stato un aviatore tedesco, asso della Luftwaffe, disperso in combattimento durante la seconda guerra mondiale.

## Biografia

### Primi anni di vita
Nato l'8 febbraio 1912 a Breslavia, nel Regno di Prussia, figlio di un Regierungsbaurat (ufficiale del palazzo del governo).
Studiò presso l'Università Albertina di Königsberg, membro del Corpo Masovia Königsberg. Ha poi studiato chimica presso l'Università Tecnica di Berlino e l'Università Tecnica di Braunschweig diplomandosi come Ingegnere. Entrò nel servizio militare della Luftwaffe il 1º agosto 1936.
Il 9 dicembre 1938, Ademeit fu nominato ufficiale cadetto delle riserve e ricevette l'addestramento al volo.

### Seconda guerra mondiale
Nella primavera del 1940, Ademeit fu trasferito al 3. Staffel del Jagdgeschwader 54 (JG 54) e partecipò alla battaglia d'Inghilterra. Ottenne la sua prima vittoria il 18 settembre 1940. Poco dopo venne abbattuto oltre la Manica. Venne salvato dal Seenotdienst e ne uscì illeso.
Nel giugno del 1941, dopo l'attacco all'Unione Sovietica, accompagnò il I./JG 54 sul fronte orientale. In rapida successione ottenne vittorie aeree, promozioni e premi. Il 7 marzo 1943, Ademeit fu nominato Staffelkapitän (capo squadriglia) del 6. Staffel del JG 54, in sostituzione dell'Oberleutnant Hans Beißwenger che era rimasto ucciso in azione il giorno prima.
Nell'ottobre 1943, ad Ademeit venne accreditata la sua 100ª vittoria aerea. È stato il 61° pilota della Luftwaffe a raggiungere questo traguardo. All'inizio di agosto del 1944, Ademeit fu nominato Geschwaderkmarketsore (comandante di ala) del JG 54.
Il 7 agosto 1944, Ademeit, pilotando un Focke-Wulf Fw 190 A-5 (Werksnummer 5960 - numero di fabbrica) inseguì un aereo da attacco al suolo russo Il-2 Sturmovik verso est oltre le linee russe vicino a Dünaburg, tuttavia non riuscì a tornare da questa missione e da allora è considerato disperso in azione. Il 29 settembre 1944, la radio di Berlino annunciò la sua scomparsa in combattimento. È stato promosso postumo a maggiore.

## Vittorie aeree reclamate
Horst Ademeit venne accreditato di 166 vittorie in oltre 600 missioni sul fronte orientale.
Le rivendicazioni di vittoria venivano registrate su un riferimento della mappa (PQ = Planquadrat), ad esempio "PQ 2525". La mappa a griglia della Luftwaffe (Jägermeldenetz) copriva tutta l'Europa, la Russia occidentale e il Nord Africa ed era composta da rettangoli che misuravano 15 minuti di latitudine per 30 minuti di longitudine, un'area di circa 360 miglia quadrate (930 Km²). Questi settori sono stati quindi suddivisi in 36 unità più piccole per fornire un'area di localizzazione di 3 km × 4 km di dimensioni.

### Elenco
Questo e il ♠ (Asso di picche) indicano quelle vittorie aeree che hanno reso Ademeit un "asso del giorno", termine che designa un pilota da caccia che ha abbattuto cinque o più aerei in un solo giorno.
     Questo e il "?" (punto interrogativo) indica le discrepanze informative elencate da Prien, Stemmer, Rodeike, Balke, Bock, Mathews e Foreman.
| Numero                                                                                  | Data                                                                                    | Orario                                                                                  | Tipo                                                                                    | Posizione                                                                               | Rif.                                                                                    | Numero                                                                                  | Data                                                                                    | Orario                                                                                  | Tipo                                                                                    | Posizione                                                                               | Rif.                                                                                    |
| – 1. Staffel del Jagdgeschwader 54 – Operazione Barbarossa: 22 giugno – 5 dicembre 1941 | – 1. Staffel del Jagdgeschwader 54 – Operazione Barbarossa: 22 giugno – 5 dicembre 1941 | – 1. Staffel del Jagdgeschwader 54 – Operazione Barbarossa: 22 giugno – 5 dicembre 1941 | – 1. Staffel del Jagdgeschwader 54 – Operazione Barbarossa: 22 giugno – 5 dicembre 1941 | – 1. Staffel del Jagdgeschwader 54 – Operazione Barbarossa: 22 giugno – 5 dicembre 1941 | – 1. Staffel del Jagdgeschwader 54 – Operazione Barbarossa: 22 giugno – 5 dicembre 1941 | – 1. Staffel del Jagdgeschwader 54 – Operazione Barbarossa: 22 giugno – 5 dicembre 1941 | – 1. Staffel del Jagdgeschwader 54 – Operazione Barbarossa: 22 giugno – 5 dicembre 1941 | – 1. Staffel del Jagdgeschwader 54 – Operazione Barbarossa: 22 giugno – 5 dicembre 1941 | – 1. Staffel del Jagdgeschwader 54 – Operazione Barbarossa: 22 giugno – 5 dicembre 1941 | – 1. Staffel del Jagdgeschwader 54 – Operazione Barbarossa: 22 giugno – 5 dicembre 1941 | – 1. Staffel del Jagdgeschwader 54 – Operazione Barbarossa: 22 giugno – 5 dicembre 1941 |
| --------------------------------------------------------------------------------------- | --------------------------------------------------------------------------------------- | --------------------------------------------------------------------------------------- | --------------------------------------------------------------------------------------- | --------------------------------------------------------------------------------------- | --------------------------------------------------------------------------------------- | --------------------------------------------------------------------------------------- | --------------------------------------------------------------------------------------- | --------------------------------------------------------------------------------------- | --------------------------------------------------------------------------------------- | --------------------------------------------------------------------------------------- | --------------------------------------------------------------------------------------- |
| 1                                                                                       | 23 giugno 1941                                                                          | 10:13                                                                                   | SB-2                                                                                    | PQ 2525                                                                                 | [ 8 ]                                                                                   | 8                                                                                       | 24 settembre 1941                                                                       | 10:11                                                                                   | I-15 ?                                                                                  |                                                                                         | [ 9 ]                                                                                   |
| 2                                                                                       | 6 luglio 1941                                                                           | 17:35                                                                                   | SB-3                                                                                    |                                                                                         | [ 8 ]                                                                                   | 9                                                                                       | 7 ottobre 1941                                                                          | 16:25                                                                                   | MBR-2                                                                                   |                                                                                         | [ 10 ]                                                                                  |
| 3                                                                                       | 7 agosto 1941                                                                           | 18:13                                                                                   | I-16                                                                                    |                                                                                         | [ 11 ]                                                                                  | 10                                                                                      | 9 ottobre 1941                                                                          | 07:47                                                                                   | I-26 (Yak-1)                                                                            |                                                                                         | [ 10 ]                                                                                  |
| 4                                                                                       | 27 agosto 1941                                                                          | 19:00                                                                                   | I-16                                                                                    |                                                                                         | [ 9 ]                                                                                   | 11                                                                                      | 12 ottobre 1941                                                                         | 09:57                                                                                   | U-2                                                                                     |                                                                                         | [ 10 ]                                                                                  |
| 5                                                                                       | 5 settembre 1941                                                                        | 17:35                                                                                   | I-26 (Yak-1)                                                                            |                                                                                         | [ 9 ]                                                                                   | 12                                                                                      | 25 ottobre 1941                                                                         | 13:27                                                                                   | I-18 (MiG-1)                                                                            |                                                                                         | [ 10 ]                                                                                  |
| 6                                                                                       | 5 settembre 1941                                                                        | 18:04                                                                                   | R-5                                                                                     |                                                                                         | [ 9 ]                                                                                   | 13                                                                                      | 6 novembre 1941                                                                         | 12:42                                                                                   | Pe-2                                                                                    |                                                                                         | [ 12 ]                                                                                  |
| 7                                                                                       | 23 settembre 1941                                                                       | 13:17                                                                                   | I-153                                                                                   |                                                                                         | [ 9 ]                                                                                   | 14                                                                                      | 3 dicembre 1941                                                                         | 12:11                                                                                   | I-16                                                                                    |                                                                                         | [ 12 ]                                                                                  |
| – 1. Staffel del Jagdgeschwader 54 – Fronte Orientale: 6 dicembre 1941 – 30 aprile 1942 |                                                                                         |                                                                                         |                                                                                         |                                                                                         |                                                                                         |                                                                                         |                                                                                         |                                                                                         |                                                                                         |                                                                                         |                                                                                         |
| 15                                                                                      | 8 gennaio 1942                                                                          | 09:55                                                                                   | I-26 (Yak-1)                                                                            |                                                                                         | [ 13 ]                                                                                  | 18                                                                                      | 7 febbraio 1942                                                                         | 08:33                                                                                   | I-18 (MiG-1)                                                                            |                                                                                         | [ 14 ]                                                                                  |
| 16                                                                                      | 8 gennaio 1942                                                                          | 13:14                                                                                   | SB-2                                                                                    | Guijka                                                                                  | [ 13 ]                                                                                  | 19                                                                                      | 16 febbraio 1942                                                                        | 07:45                                                                                   | Il-2                                                                                    |                                                                                         | [ 14 ]                                                                                  |
| 17                                                                                      | 20 gennaio 1942                                                                         | 11:23                                                                                   | I-26 (Yak-1)                                                                            |                                                                                         | [ 13 ]                                                                                  | 20                                                                                      | 18 febbraio 1942                                                                        | 13:15                                                                                   | I-16                                                                                    |                                                                                         | [ 14 ]                                                                                  |
| – 1. Staffel del Jagdgeschwader 54 – Fronte Orientale: 1 maggio 1942 – 3 febbraio 1943  |                                                                                         |                                                                                         |                                                                                         |                                                                                         |                                                                                         |                                                                                         |                                                                                         |                                                                                         |                                                                                         |                                                                                         |                                                                                         |
| 21                                                                                      | 5 maggio 1942                                                                           | 18:42                                                                                   | Yak-1                                                                                   | Leningrado                                                                              | [ 15 ]                                                                                  | 29                                                                                      | 9 settembre 1942                                                                        | 18:10 ?                                                                                 | MiG-3                                                                                   | PQ 11802 35 km a nord-ovest di Volchov                                                  | [ 16 ]                                                                                  |
| 22                                                                                      | 10 maggio 1942                                                                          | 06:50                                                                                   | P-40                                                                                    | PQ 10621                                                                                | [ 15 ]                                                                                  | 30                                                                                      | 22 ottobre 1942                                                                         | 07:35                                                                                   | I-153                                                                                   | PQ 11762 sul lago Ladoga                                                                | [ 17 ]                                                                                  |
| 23                                                                                      | 12 maggio 1942                                                                          | 11:10                                                                                   | Yak-1                                                                                   | a est di Possademkowo                                                                   | [ 15 ]                                                                                  | 31                                                                                      | 6 novembre 1942                                                                         | 08:22                                                                                   | P-40                                                                                    | Leningrado settentrionale                                                               | [ 17 ]                                                                                  |
| 24                                                                                      | 12 maggio 1942                                                                          | 11:15                                                                                   | Yak-1                                                                                   | PQ 10463                                                                                | [ 15 ]                                                                                  | 32                                                                                      | 16 dicembre 1942                                                                        | 09:35                                                                                   | Pe-2                                                                                    | PQ 11852 40 km a nord-ovest di Volchov                                                  | [ 18 ]                                                                                  |
| 25                                                                                      | 29 maggio 1942                                                                          | 10:20                                                                                   | SB-3                                                                                    |                                                                                         | [ 19 ]                                                                                  | 33                                                                                      | 12 gennaio 1943                                                                         | 09:20                                                                                   | Il-2                                                                                    | PQ 10151 a sud-est di Shlisselburg                                                      | [ 20 ]                                                                                  |
| 26                                                                                      | 30 maggio 1942                                                                          | 05:32                                                                                   | MiG-3                                                                                   |                                                                                         | [ 19 ]                                                                                  | 34                                                                                      | 12 gennaio 1943                                                                         | 14:08                                                                                   | Yak-1                                                                                   | PQ 10182 nelle vicinanze di Shlisselburg                                                | [ 20 ]                                                                                  |
| 27                                                                                      | 30 maggio 1942                                                                          | 18:34                                                                                   | P-40                                                                                    |                                                                                         | [ 19 ]                                                                                  | 35                                                                                      | 27 gennaio 1943                                                                         | 09:30                                                                                   | Il-2                                                                                    | PQ 00294 10 km a ovest di Mga                                                           | [ 21 ]                                                                                  |
| 28                                                                                      | 8 giugno 1942                                                                           | 15:25                                                                                   | P-40                                                                                    |                                                                                         | [ 19 ]                                                                                  | 36                                                                                      | 27 gennaio 1943                                                                         | 14:40                                                                                   | LaGG-3                                                                                  | PQ 10123 a est di Shlisselburg                                                          | [ 21 ]                                                                                  |
| – 1. Staffel del Jagdgeschwader 54 – Fronte Orientale: Febbraio 1943                    |                                                                                         |                                                                                         |                                                                                         |                                                                                         |                                                                                         |                                                                                         |                                                                                         |                                                                                         |                                                                                         |                                                                                         |                                                                                         |
| 37                                                                                      | 11 febbraio 1943                                                                        | 09:58                                                                                   | Il-2                                                                                    | PQ 36 Ost 00454 15 km a est-sud-est di Sluzk                                            | [ 22 ]                                                                                  | 42                                                                                      | 22 febbraio 1943                                                                        | 15:05                                                                                   | Il-2                                                                                    | PQ 36 Ost 10123 a est di Shlisselburg                                                   | [ 23 ]                                                                                  |
| 38                                                                                      | 11 febbraio 1943                                                                        | 10:00                                                                                   | Il-2                                                                                    | PQ 36 Ost 00424 Pušhkin-Mga                                                             | [ 22 ]                                                                                  | 43                                                                                      | 23 febbraio 1943                                                                        | 07:05                                                                                   | Il-2                                                                                    | PQ 36 Ost 10151 a sud-est di Shlisselburg                                               | [ 23 ]                                                                                  |
| 39                                                                                      | 15 febbraio 1943                                                                        | 07:50                                                                                   | LaGG-3                                                                                  | PQ 36 Ost 10483 35 km a nord-est di Ljuban'                                             | [ 22 ]                                                                                  | 44                                                                                      | 23 febbraio 1943                                                                        | 11:15                                                                                   | La-5                                                                                    | PQ 36 Ost 10172 25 km a nord-est di Leningrado                                          | [ 23 ]                                                                                  |
| 40                                                                                      | 18 febbraio 1943                                                                        | 09:35                                                                                   | La-5                                                                                    | PQ 36 Ost 10444 30 km a sud-est di Mga                                                  | [ 22 ]                                                                                  | 45                                                                                      | 27 febbraio 1943                                                                        | 08:35                                                                                   | LaGG-3                                                                                  | PQ 36 Ost 10254 30 km a ovest-sud-ovest di Shlisselburg                                 | [ 23 ]                                                                                  |
| 41                                                                                      | 21 febbraio 1943                                                                        | 13:25                                                                                   | La-5                                                                                    | PQ 36 Ost 10454 40 km a nord-est di Ljuban'                                             | [ 23 ]                                                                                  |                                                                                         |                                                                                         |                                                                                         |                                                                                         |                                                                                         |                                                                                         |